# Château-Thierry
Château-Thierry es una comuna francesa, situada en el departamento de Aisne, de la región de Alta Francia. Sus habitantes reciben el gentilicio, en francés, de Castelthéodoriciens o Castelthéodoriciennes. 
Château-Thierry es el lugar de nacimiento de Jean de La Fontaine y se sitúa en la región de las batallas del Marne. La región de Château-Thierry, más exactamente su distrito (arrondissement) es denominada Omois. Château-Thierry es una de las tres ciudades francesas que ha recibido la legión de honor.

## Geografía

### Situación geográfica y distancias

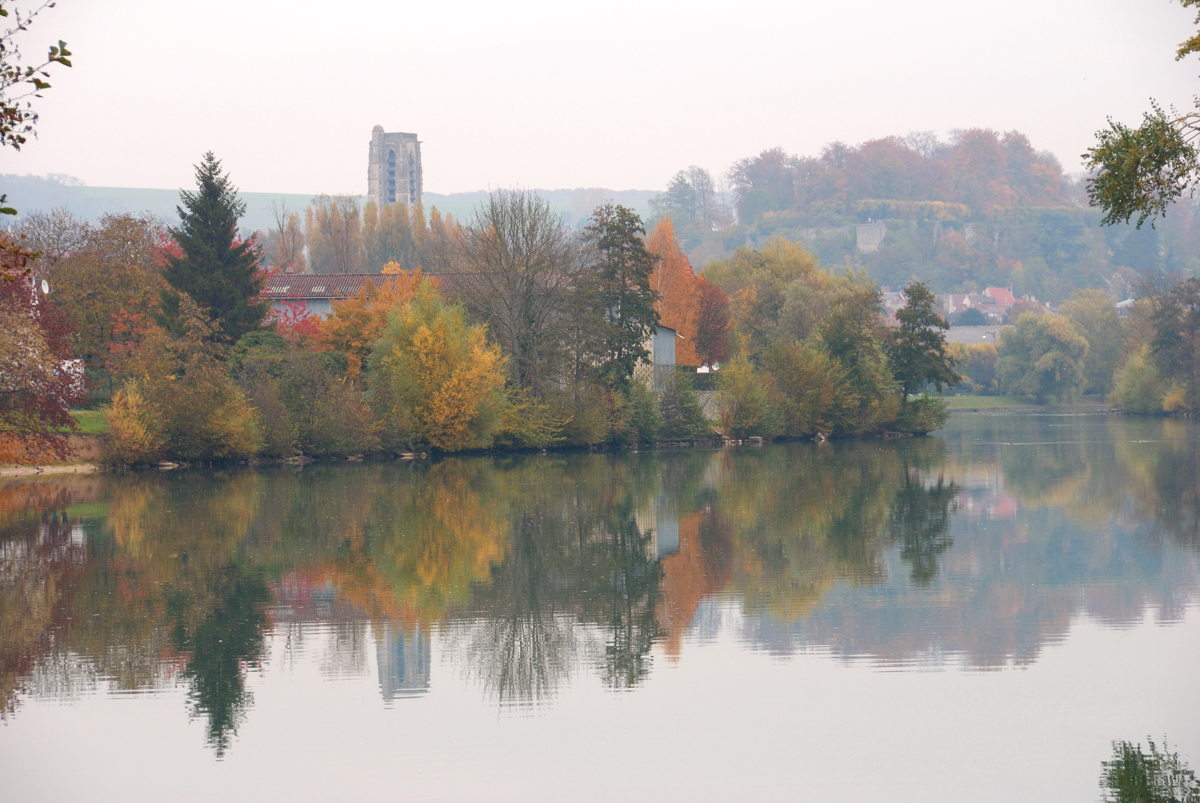
Orillas del Marne.

Château-Thierry está situado en un pequeño valle del río Marne. En este sector, la urbanización se extiende por todo el valle desde el lecho del río, hasta la altura de las laderas. La ciudad por tanto es desnivelada, su altitud oscila entre 59 metros sobre el nivel del mar para su punto más bajo y 222 metros para su punto más alto.
La ciudad se encuentra en los confines de tres regiones las cuales son:
- la Picardía al norte,
- la Isla de Francia al oeste,
- la Champaña al este.

Administrativamente se ubica en el departamento de Aisne en la región de Alta Francia, pero Château-Thierry perteneció a Champaña hasta la Revolución francesa. Ciertamente su paisaje de laderas y viñedos es de ciudad de Champaña. Su ubicación en el valle del río Marne y su sistema de transportes (autopista y vía férrea de París a Estrasburgo) hacen de Château-Thierry una ciudad del este de Francia, en las afueras de París.
Algunas distancias con las ciudades vecinas son:
- París a 85 km,
- Reims a 51 km,
- Troyes a 107 km,
- Meaux a 45 km,
- Soissons a 40 km,
- Épernay a 45 km.

La estación de Château-Thierry es terminal de una línea de Transilien - el Transilien Paris-Est, pero también es una de las estaciones de la línea interregional (Lorena, Picardía, Champaña) de la línea de Transporte Exprés Regional del Valle del Marne.
La estación es una de las más frecuentadas del departamento. Esto se debe a la proximidad de París, lo cual genera importantes flujos diarios entre el sur de Aisne y la capital.

### Aglomeración y área urbana
La ciudad de Château-Thierry agrupa 15 239 habitantes en 2008. Aunque la ciudad se encuentra rodeada por una aglomeración de 27 000 habitantes y un área urbana de 32 200 habitantes. La aglomeración está compuesta por las siguientes comunas: 
| - Azy-sur-Marne - Belleau - Bézu-Saint-Germain - Blesmes - Bonneil - Bouresches - Brasles - Brécy | - Château-Thierry - Chierry - Coincy - Épaux-Bézu - Épieds - Essômes-sur-Marne - Etampes-sur-Marne - Etrepilly | - Fossoy - Gland - Mont-Saint-Père - Nesles-la-Montagne - Nogentel - Rocourt-Saint-Martin - Verdilly - Villeneuve-sur-Fère |  |

El conjunto de estas comunas forma el perímetro de la Communauté de communes de la Région de Château-Thierry, o CCRCT, que es la cuarta aglomeración del departamento, después de San Quintín, Soissons y Laon.

## Toponimia
El primer nombre conocido de la ciudad es Otmus, que data del siglo V. Ese nombre proviene sin lugar a dudas del nombre de la zona sur de Aisne: «el país del Omois». La ciudad debe su nombre actual a Teodorico IV (en francés Thierry IV), rey Merovingio, quien fue encerrado allí por Carlos Martel, marcando con ello la llegada al trono de la dinastía Carolingia. En 718, la ciudad se desarrolla alrededor del castillo y entonces recibe el nombre de Castrum Tiderici o Castrum Theodorici antes de recibir el nombre de Château-Thierry.
Durante la Revolución francesa, la ciudad fue denominada Château-Égalité y Égalité-sur-Marne.
Tras dicho período, Château-Thierry retoma su nombre.

## Historia

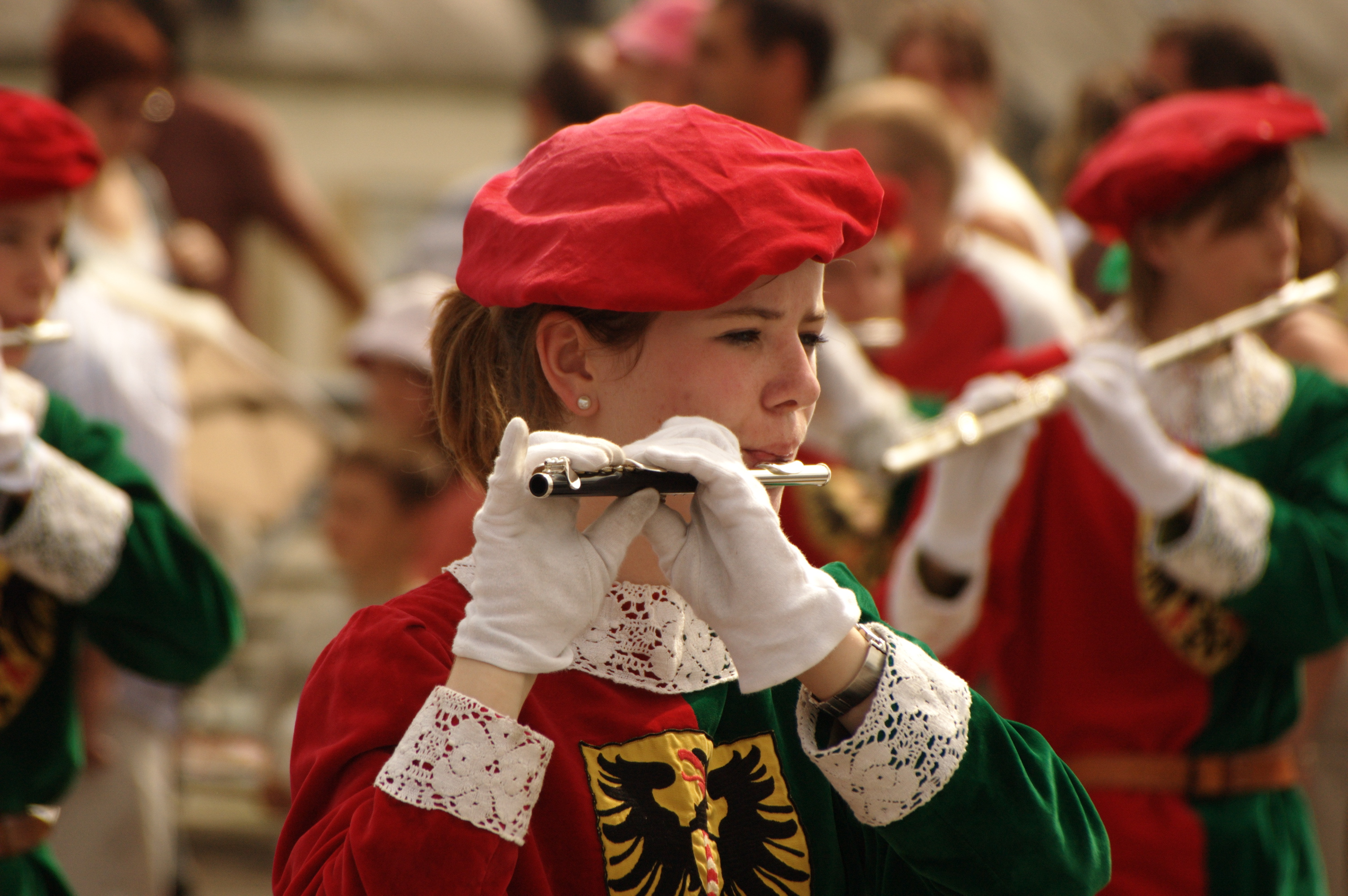
Intérprete de flauta traversa con su traje tradicional durante las fiestas Jean de la Fontaine 2008 en Château-Thierry.

Los primeros rastros de civilización datan de la Edad de Hierro con restos de sepulturas. En la época romana, una aglomeración secundaria se implanta en la zona aprovechando su ubicación en el cruce del Marne y de la ruta Soissons-Troyes.
Hacia el siglo VIII, Carlos Martel, que había vencido a los bereberes en la batalla de Poitiers, viene a instalarse en la montaña de los Chesneaux que domina el valle. Hace construir un palacio y establece las parcelas. En 721, imagina la construcción de un castillo fuerte dentro de sus dominios, en un lugar destacado que domine una calzada romana reparada por la reina Brunehilde. Va a buscar en la abadía de Chelles a un joven príncipe, hijo de Dagoberto III, quien tenía el nombre de Thierry. Una vez coronado, recibió el nombre de Teodorico IV. Pretendiendo que este joven príncipe se mantuviese ajeno al gobierno del reino, lo confina en la fortaleza. Ese fue el origen de la ciudad que se extiende sobre el emplazamiento actual de los Vaucrises. Thierry IV muere en 737, a la edad de 23 años.
Habiendo sucedido a su padre Carlos Martel, muerto en 741 en Quierzy-sur-Oise, Pipino el Breve fue ungido en 754 por el papa Esteban II en la basílica de Saint-Denis. El papa, quien necesitaba apoyo militar contra sus vecinos, acepta legitimar un cambio de dinastía: a los Merovingios sucederán los Carolingios.
En 1544 la ciudad es tomada y saqueada por Carlos V. Hasta la Revolución francesa, la ciudad pertenece a Champaña.
En Château-Thierry tuvo lugar dos importantes batallas: la primera fue la batalla en 1814  correspondiente a las guerras Napoleónicas y enfrentó a Francia con Prusia. La segunda fue la batalla entre los Estados Unidos y el Imperio alemán durante la Primera Guerra Mundial. El pintor oficial del ejército francés, François Flameng, realizó allí numerosos bocetos y dibujos sobre esos sangrientos eventos que serían publicados en la revista L'Illustration.
En 1918, se encontró un montaje para el infame «Cañón de París» cerca del castillo, aunque el cañón en sí mismo aparentemente había sido movido antes del descubrimiento del emplazamiento.

## Demografía
| 4080                      | 4160 | 4730 | 4422 | 4697 | 4761 | 4995 | 5413 | 5629 | 5381 | 5761 | 6519 | 6623 | 6902 | 7015 | 7296 | 6863 | 7063 | 7083 | 7347 | 7771 | 7751 | 8266 | 8154 | 7928 | 8094 | 8841 | 10 006 | 11 049 | 13 491 | 14 557 | 15 312 | 14 967 | 14 794 |
| (Fuente: INSEE y Cassini) |      |      |      |      |      |      |      |      |      |      |      |      |      |      |      |      |      |      |      |      |      |      |      |      |      |      |        |        |        |        |        |        |        |

Entre 1950 y 1990, la población de Château-Thierry aumentó significativamente, pero posteriormente ha sufrido un descenso.
La ciudad de Château-Thierry cuenta en 2008 con 15 239 habitantes. Pero no hay que olvidar que Château-Thierry se encuentra en el centro de un área urbana de 32 200 habitantes, compuesta por las comunas de Château-Thierry, Brasles, Essômes-sur-Marne, Etampes-sur-Marne, Chierry, Nogentel, Nesles-la-Montagne, Verdilly, Gland, Blesmes et Fossoy. Esta es la cuarta área urbana del departamento, después de San Quintín, Soissons y Laon. 
Además, el arrondissement de Château-Thierry agrupa aproximadamente 70 000 habitantes para unos 28 000 hogares. Según los estudios del INSEE de Picardía, el distrito (arrondissement) de Château-Thierry deberá ser el más dinámico en los próximos años y se espera que sea el único que verá aumentar su población (hasta un 25%), esto se debe a su proximidad con la región de la Isla de Francia.

## Los barrios de Château-Thierry
La ciudad se encuentra dividida administrativamente en diferentes barrios cuya creación es más o menos reciente:
- El barrio Blanchards:

Es uno de los barrios más recientes de la ciudad, el cual se desarrolló realmente a principios de los años 1960. Se ubica al extremo norte de la ciudad, en la parte superior de las laderas de la Marne. Este barrio es una verdadera puerta de acceso a la ciudad puesto que se instala cerca de la intersección de la autopista A4 y está atravesado por una de las principales vías de comunicación departamentales, la D1 que enlaza el norte del departamento y el sur. Blanchards está constituido de inmuebles y lotes construidos en los años 1960 y 1970. En este barrio se encuentra una de las principales salas de espectáculos de la ciudad, el palacio de encuentros.  Pero el barrio está bastante aislado del resto de la ciudad, debido a su situación. 
- El barrio Chesneaux/Chopinettes:

Este barrio se ubica al noreste de la ciudad. Está conformado por Chesnaux, la Charité (en donde se encuentra el centro de salud) y Chopinettes (enclavado entre Château-Thierry y Brasles). Está instalado en las laderas del valle. Es uno de los barrios más tranquilos de la ciudad, alejado del centro de la ciudad, está conformado por antiguas casas de molino, residencias y apartamentos más recientes.
- El barrio Vincelles/Buisson:

Es un barrio conformado por antiguos caseríos que se han unido a la ciudad como efecto de la urbanización. Esta es la zona de la ciudad en donde se cultivan viñedos, y donde se encuentran las bodegas de champaña más famosas de la ciudad, la casa Champagne Pannier, creada en 1889 y donde están las bodegas medievales de la ciudad. El Buisson ha sabido modernizarse, acogiendo una de las escuelas de la ciudad.
- El barrio del centro de la ciudad:

Con toda seguridad es el barrio más animado de la ciudad, está conformado así mismo por:
- la Madeleine,
- el Faubourg de la Barre,
- la ciudad vieja,
- los Garats.

Es el corazón histórico y turístico de la ciudad, donde se encuentran casi todos los museos y monumentos de la ciudad. También es un vasto espacio de comercio. Este barrio fue parcialmente destruido durante la Primera Guerra Mundial.
- El barrio Vaucrises:

A pesar de su apariencia, el barrio Vaucrises es la parte más antigua de la ciudad, es el origen de Chateau-Thierry. Esta zona era una ciudad en la época galo-romana. En este sitio que se llama 'Otmus ', es, por ejemplo, donde se encontraron los restos de un teatro. Sin embargo, este barrio se desarrolló realmente desde 1967, cuando se construyeron grandes urbanizaciones y subdivisiones. Este es uno de los barrios más densamente poblados en la ciudad.
- El barrio San Martín:

Este es uno de los barrios más pintorescos de la ciudad, es como un pueblo en la ciudad. Su ubicación y sus calles estrechas le dan un verdadero carácter rural. Sin embargo, este pueblo está en proceso de reestructuración con la construcción de muchos edificios de vivienda recientes.
- El barrio de la Mare-Aubry/Courteau:

Esta zona es muy apreciada por su calma y sus condiciones de vida. Se compone exclusivamente de casas y lotes. Courteau se dividió en dos (Courteau y Courteau Baja) durante la construcción de la Autopista y Mare-Aubry se ha venido modernizando con un nuevo hipermercado Carrefour. Esta zona también se compone de dos avenidas principales: la Avenida de Essômes y la Avenida de París.
- El barrio de la Isla:

Es un pasaje obligado de la ciudad que se divide en tres partes:
- la calle Carnot,
- la Vignotte,
- Los Filoirs.

La isla se creó en el siglo XVIII con la ampliación de la calle Fausse Marne. La isla se compone de edificios antiguos, edificios que datan de la posguerra (calle Carnot), pisos y edificios. Es un lugar de gran movimiento comercial que recibe a muchos jóvenes debido a su infraestructura escolar. Este es el paso de la orilla derecha del Marne a la orilla izquierda.
- El barrio de la estación/Paul Doumer:

Se trata de un barrio a la vez antiguo por sus grandes casas de piedra de molino, y a su vez un barrio reciente por su estación (uno de los más activos en el departamento). Es en este barrio donde se encuentra una de las más bellas avenidas de la ciudad : la Avenida de la República.
- El barrio de la Prairie/Europa:

Es el barrio más reciente de la ciudad, cuenta exclusivamente con una zona industrial y comercial.

## Monumentos y lugares turísticos
Lista de monumentos de Château-Thierry clasificados como monumento histórico: 
- Ruinas del antiguo castillo en 1932.
- Antiguo convento de los Capuchinos en 1988
- Iglesia de San Crispín en 1957.
- Casa de Jean de la Fontaine en 1910.
- Puerta de San Juan en 1921.
- Puerta de San Pedro en 1886.
- Inmueble en 68 calle San Martín en 1943.
- Inmueble particular en 10 calle San Martín en 1996
- Torre y fragmentos de antiguas murallas, calle de la Barre en 1927.
- Templo protestante, plaza del hotel de ville en 2003.
- Torre Balhan en 1926.

Ciudad florida: 3 flores atribuidas en 2007 por el consejo de ciudades y pueblos floridos de Francia en el Concurso de ciudades y pueblos floridos.
Además, la nueva rotonda construida en 2007 a la entrada norte de la ciudad obtuvo en 2008 el título de la rotonda más bella de Francia. 
Esta rotonda está integrada en medio de una reproducción en miniatura del antiguo castillo alrededor de la representación de las viñas de las laderas circundantes.

### El castillo
El castillo de Château-Thierry está en una colina que domina la ciudad y el valle del Marne. La ocupación del lugar data del siglo V, pero los muros fueron construidos entre el siglo IX y el siglo XVII, por el conde Teobaldo II de Champaña (conde de Blois y Champaña).

### Iglesia de San Crispín

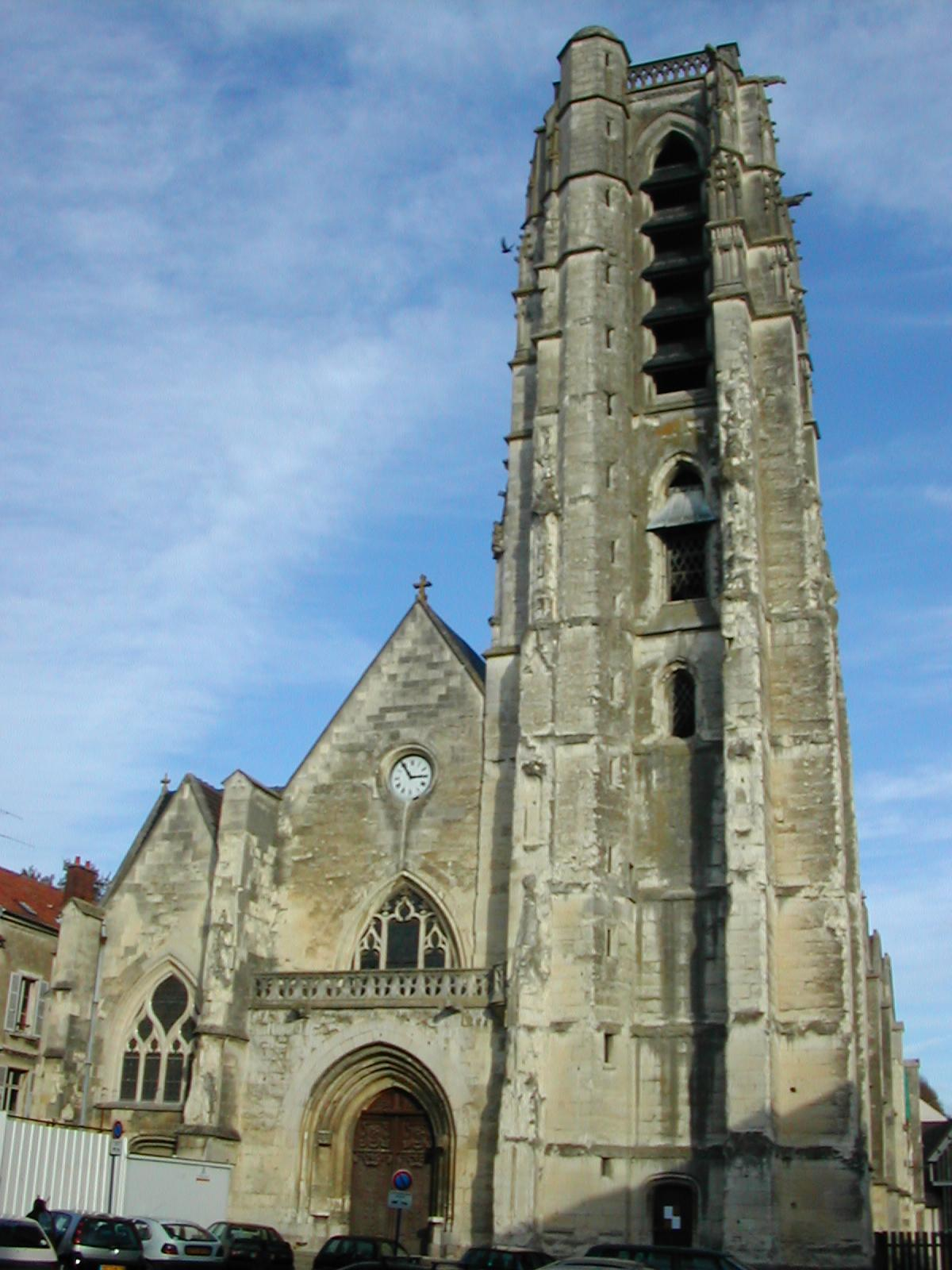
La iglesia de San Crispín.

La iglesia de San Crispín (en francés: Saint-Crépin) es la única iglesia que aún se conserva en Chateau-Thierry, de las tres que existieron durante el antiguo régimen (destruidas después de la venta de bienes nacionales, en 1793).
Originalmente se encontraba fuera de las murallas de la ciudad (en el siglo XV), pero ahora se encuentra justo al este del centro de la ciudad. El campanario de la iglesia, de 36 m de altura, es visible desde las orillas del río Marne.
La iglesia de San Crispín fue construida probablemente (en el sitio de una antigua capilla del siglo X) al final del siglo XIV o inicios del siglo XV. Se llamaba San Crispín «fuera de las murallas » y se convirtió en parroquia después de la desaparición de Nuestra Señora del Castillo (Notre Dame du Château) (de la cual queda la cripta, en muy mal estado). Parece que antes de la desaparición de Nuestra Señora del Castillo, esta era la primera iglesia parroquial, denominada Benoîte Madeleine (siglo XIII), y actualmente es un edificio municipal.
Al exterior del edificio se encuentran el portal principal con su puerta esculpida en la época de Luis XIII y el portal secundario en medio.
En el interior, la caja del órgano del siglo XV fue rediseñada posteriormente, pero en ella es posible observar las balaustradas del siglo XVI, adornadas con 19 estatuas en nichos representando a diferentes mujeres: algunas son virtudes, las otras son sibilas paganas, ya que estas fueron admitidas en el arte sacro renacentista, porque los teólogos afirmaban que ellas anunciaron la llegada de un mesías. Por esta razón las balaustradas de la caja del órgano de San Crispín son de particular interés para quienes estudian arte religioso en todas sus formas.

### Torre Balhan

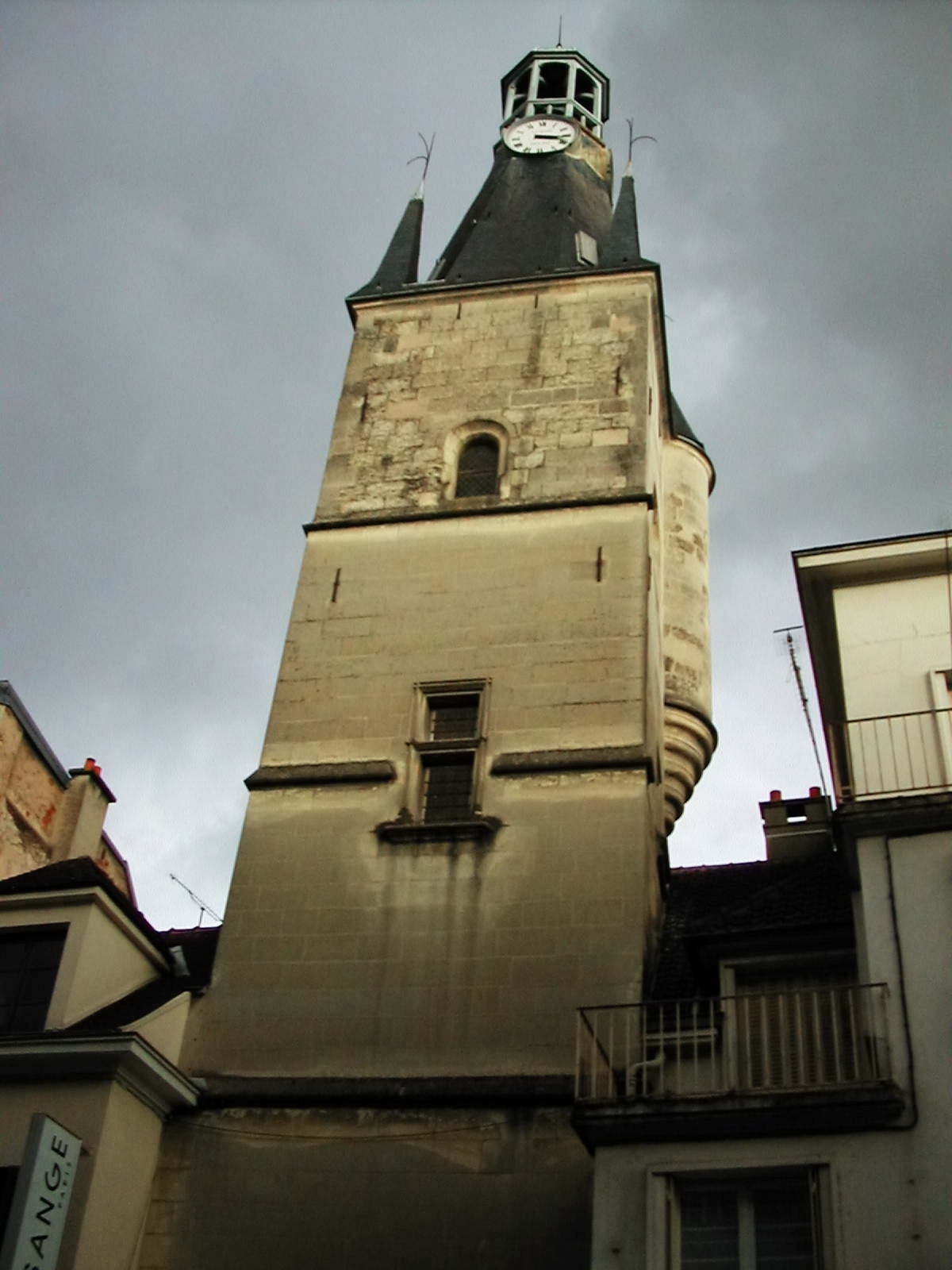
La torre Balhan.

La torre Balhan es un vestigio de un inmueble urbano: el edificio oveja de oro (construido por Jean Balhan en 1480). Es clasificado como monumento histórico desde 1926. La torre contiene una jaula escalera de caracol, una antigua capilla y una sala de vigilancia.
Lo que queda, o lo que se ha restaurado del fuerte de Saint-Jacques, residencia de los condes de Champaña, quienes lo prefirieron a cambio del castillo cuando llegaban de Provins, para pasar unos días en Château-Thierry.
Está conformada por una torre de 33 metros de altura, coronada por un techo en forma de flecha octogonal cubierta con tejas. Al este, dos torres redondas, con techos hexagonales. Al oeste, dos pequeñas pirámides triangulares adjuntas a la torre.
Una escalera interior conduce a la bien conservada capilla gótica y a la antigua sala del mirador, al lado de la escalera que da acceso a la plataforma del campanario.
Desde 1874, dos relojes externos complementan el conjunto.

### Hôtel-Dieu

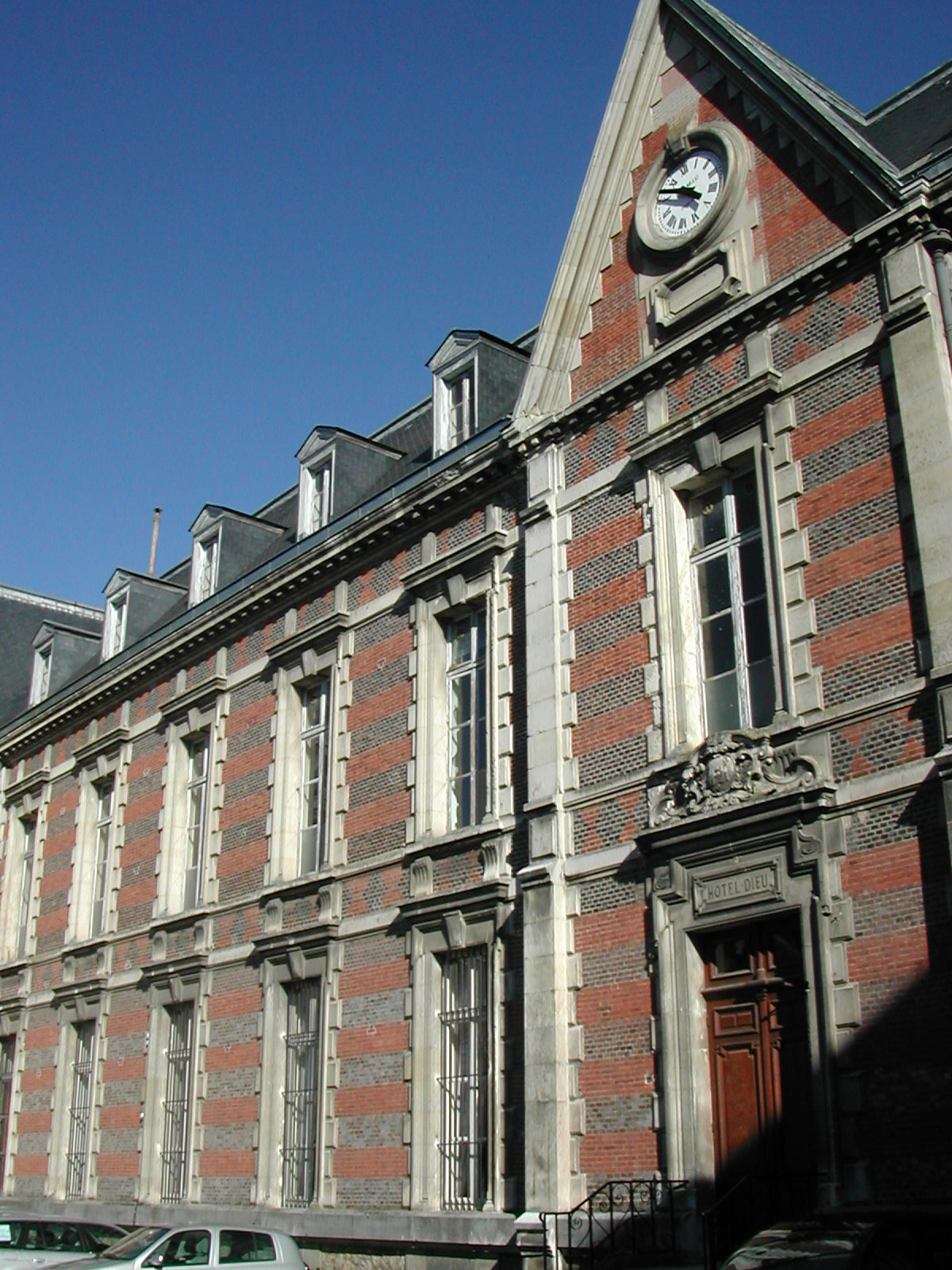
Fachada y antigua entrada principal del Hôtel-Dieu.

El hospital de Château-Thierry fue fundado en 1304 por Juana I de Navarra, esposa del rey Felipe IV el Hermoso.
La construcción era muy modesta hasta 1698, cuando el rey Luis XIV le anexa veintiocho pequeños hospitales para el cuidado de los leprosos de la región circundante.
A lo largo de los siglos siguientes, las edificaciones fueron creciendo hasta su demolición (después de 1870). Un nuevo hospital fue construido a partir de 1876 e inaugurado en 1879. Durante los trabajos, los enfermos fueron atendidos en La Charité (actualmente Bellevue).

En 1890, las antiguas murallas de la ciudad que cerraban el hospital por la mitad fueron demolidas a excepción de la torre del ángulo que sirve de tumba a los religiosos del establecimiento (la torre de los Augustinos).

### Monumento conmemorativo americano de Aisne-Marne
Construido en 1933 en la Cota 204, a 3 km al oeste de Chateau-Thierry, el monumento ofrece un amplio panorama del valle del Marne. Se compone de una impresionante columnata doble con vistas a una terraza con un jardín. Contiene unas grandes estatuas que simbolizan a Estados Unidos y Francia, unidas por una larga amistad, adornando el costado oeste con un águila dimensiones igualmente impresionantes. Debajo de esta escultura hay una inscripción grabada:
« LE TEMPS NE TERNIRA PAS LA GLOIRE DE LEURS EXPLOITS »
Debajo se encuentra un gran mapa de la región, diseñado por Paul P. Cret, arquitecto, describe el progreso de las fuerzas de EE. UU. desde el 18 de julio de 1918. En la parte delantera del mapa, un cuadro muestra la orientación de las direcciones y distancias de los puntos de interés histórico.
En 1929, en una apuesta con el director de la obra de Marius Favry, y gracias a los planes del arquitecto Paul P. Cret, André Toison maestro ebanista de Château-Thierry, hizo un modelo del monumento totalmente de madera. Después de la Segunda Guerra Mundial, el 11 de noviembre de 1952, este modelo le fue ofrecido a la ciudad de Mobile en Alabama (Estados Unidos) y fue expuesto en el museo "Fort Condé".
El 24 de mayo de 2008, este modelo es traído por primera vez a Francia, a su ciudad natal Chateau-Thierry. Actualmente está en exhibición en la biblioteca de la ciudad. Será devuelto a la ciudad de Mobile en la primavera de 2009.

### Casa de Jean de la Fontaine
Museo dedicado al fabulista y ubicado en su lugar de nacimiento. El autor de La cigarra y la hormiga nació allí en 1621.

### Templo protestante
Durante la Primera Guerra Mundial, la Iglesia Metodista Americana estableció un fondo de apoyo moral para los soldados americanos que participaban en la guerra. El saldo de los fondos obtenidos se utilizó para construir el templo que fue inaugurado en 1924.
LOs vitrales del templo representan a la Fayette, Foch, Joffre, Pétain et Nivelle.

### Puerta de San Pedro
Esta puerta fue construida en la primera mitad del siglo XIII y es el único vestigio actual de una serie de cuatro puertas que existían en las fortificaciones de la ciudad. Las demás fueron destruidas durante la Revolución.

### Otros lugares de interés
- Una estatua de Jean de la Fontaine ubicada en la plaza de Jean de la Fontaine, obra del escultor Laitié en 1824.
- Diversas construcciones en la Grande Rue que datan de los siglos XVII y XVIII.
- La villa de Eglantine que data de finales del siglo XIX.
- El actual Colegio Jean Racine ubicado en los edificios del antiguo monasterio capuchino (con su iglesia) que datan del siglo XVIII.
- El ayuntamiento construido en la década de 1890.
- En la dirección 18 calle de Faubourg-de-la-Barre, se pueden encontrar algunos fragmentos de la antigua iglesia de Notre-Dame du Chatel, que fue derribada durante la Revolución.
- El monumento a los muertos esculpido por Achille Jacopin.

### Lugares turísticos de las proximidades
- Orillas del río Marne

- Castillo de Condé

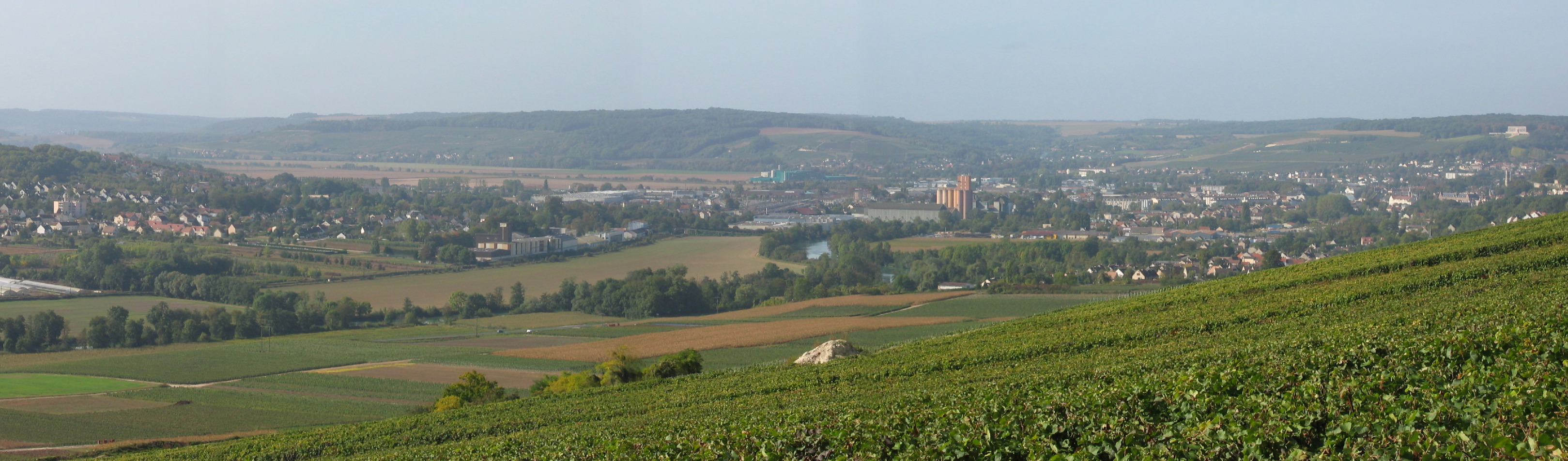
Vista de Château-Thierry, desde el alto de las laderas del Marne. A la derecha se puede observar el Monumento americano.

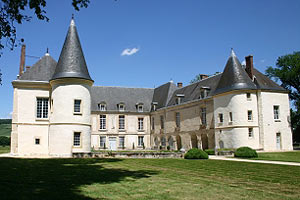
El castillo de Condé (15 km al sureste de Château-Thierry)

- Château-Thierry es atravesado por la ruta turística de Champaña, circuito denominado valle del Marne (vallée de la Marne) conectando Chateau-Thierry a Épernay. Este circuito tiene una distancia de 90 km.

## Economía
En Château-Thierry se pueden distinguir tres sectores de actividad económica:
- el sector primario agrupa un 6% de la población activa
- el sector secundario agrupa un 33% de la población activa
- y el sector terciario agrupa un 61% de la población activa de Château-Thierry.

Su base de empleo agrupa 135 empresas de más de 10 empleados entre las cuales 25 tienen más de 100 empleados. Además, la ciudad posee 4 zonas de actividades, lo cual representa 150 ha aprovechables, 60 empresas de más de 2000 empleados.
Actualmente la ciudad se desarrolla en la logística (especialmente en la zona industrial de Omois, a la salida de la autopista A4) donde se han instalado grupos logísticos.
La ciudad cuenta con dos asociaciones:
- las boutiques de Château-Thierry, una asociación de commerciantes;
- la VAZI, que tiene por objetivos valorizar las zonas de actividades de la ciudad.

Château-Thierry cuenta entre sus empresas destacadas:
- La fábrica de instrumentos musicales en cuero Couesnon, actualmente en actividad.
- La fábrica de galletas antiguamente conocida como Biscuiterie Belin, actualmente LU, actualmente tiene baja actividad.
- Las Cooperativas de Champaña, con sus tiendas Coop presentes notablemente en todas las ciudades del sur de Aisne y Marne, y de las cuales las tiendas ambulantes llegan al medio rural.

También comprende un centro consular de la cámara de comercio y de la industria de Aisne, ubicado en 1 avenida de Europa.

## Educación
Château-Thierry depende de la academia de Amiens.

### Sectores primario y secundario
En el primer nivel de la educación, la ciudad cuenta con nueve escuelas de párvulos (una privada) y de nueve escuelas primarias (una privada). Para el sector secundario, la ciudad cuenta con dos universidades públicas (la universidad Jean Rostand al norte de la ciudad y Jean Racine en la isla) y un colegio privado (también en la isla). La ciudad también cuenta con dos escuelas secundarias públicas (liceo polivalente Jean de la Fontaine, la ciudadela técnica Julio Verne) y una escuela secundaria privada (la escuela secundaria general y de hotelería de San José) y un liceo agrícola y vinícola (en Crézancy).

### Otros centros de formación y de enseñanza superior
Château-Thierry cuenta con cinco Institutos Técnicos Superiores (conocidos como BTS por sus siglas en francés):
- Instituto Técnico Superior de "Contabilidad y gestión de las organizaciones" en el liceo Jean de la Fontaine.
- Instituto Técnico Superior de "Asistencia de gestión PME-PMI" igualmente en el liceo Jean de la Fontaine.
- Instituto Técnico Superior de "Electrotécnica" en la Ciudadela Científica y Técnica Jules Verne.
- Instituto Técnico Superior "Agrícola" en el liceo agrícola y vinícola de Crézancy con dos opciones: "Tecnologías vegetales" y "Análisis y conducción de sistemas operativos".
- Instituto Técnico Superior de "hotelería y restauración" en el liceo de hotelería de San José.

La ciudad dispone también de un instituto de formación en cuidados médicos, un centro de formación de aprendices (CFA) y un centro de formación profesional de promoción agrícola.
Finalmente la ciudad dispone de una inspección primaria de la educación nacional, un centro de formación e información y un centro de información del INSEE.

## Salud
El hospital de Château-Thierry fue fundado en 1304 por Jeanne de Navarre, actualmente ubicado en el Hôtel-Dieu.
La ciudad está equipada de un centro hospitalario general que se encuentra en un polo de salud. Dicho polo está conformado por un centro hospitalario, urgencias, maternidad, ancianato y una guardería en construcción. Un centro de primeros auxilios y otras infraestructuras completan este polo de salud.
Según el semanario L'express, el hospital de Château-Thierry es uno de los establecimientos de cuidados médicos inferiores a 300 camas mejor equipados de Francia. En esta clasificación está ubicado en el puesto 59 de 326. Además el hospital de Château-Thierry es de lejos el mejor en el departamento Aisne para establecimientos con menos de 300 camas.
Otro hospital se ubica a proximidades de Château-Thierry, se trata del hospital de Villiers-Saint-Denis, el Renaissance Sanitaire. Este hospital fue creado en 1930 por Almire Breteau y contaba en la época de su inauguración, con una capacidad de 742 camas, reservada a hombres. Actualmente su capacidad es de 405 camas. El hospital se especializa en la readaptación cardíaca, neumológica, cuidados paliativos, accidentes vasculares y problemas relacionados con la diabetes, medicina física y readaptación, consultas contra dolores y contra el tabaquismo y hospitalizaciones diarias.
Actualmente existe una verdadera cooperación entre el centro hospitalario general y el Renaissance Sanitaire.
La ciudad dispone igualmente de una clínica.

## Deportes

### Descripción y grandes clubes
La ciudad de Château-Thierry posee un servicio y una oficina municipal de deportes así como diversos estadios municipales, cuatro grandes gimnasios, un palacio de deportes situado cerca al monumento conmemorativo de Jean Moulin, un centro de actividades, una piscina (inaugurada en 1970 y otra prevista para su construcción), un skatepark, un gimnasio náutico y un centro de actividades.
Numerosos clubes están presentes en Château-Thierry (una cincuentena) en los cuales se agrupan aproximadamente cinco mil licenciados.
Algunos clubes de Château-Thierry son:
- el Château-Thierry Football Club (participa en la liga de Picardía).
- la Coop Sports Loisirs de Château-Thierry especializado en judo (clasificado dentro de los diez mejores de Francia).
- los Vikingos de Omois, club de remo, muy bien clasificado a nivel nacional.
- el club de rugby, que participa en el campeonato de Isla de Francia.

### Las grandes fechas
- El club de baloncesto femenino CS Château-Thierry obtuvo tres veces el título nacional en 1950, 1951 y 1952.

- Château-Thierry fue ciudad de llegada en la tercera etapa del Tour de Francia 2002, corrida entre las ciudades de Épernay y Château-Thierry, el 10 de julio.

## Transporte

### Transporte terrestre

#### Jerarquía del transporte
La ciudad de Château-Thierry posee buenas infraestructuras terrestres:
- La autopista A4 pasa por la comuna y tiene una salida Château-Thierry/Soissons. Esta autopista conecta a la ciudad con Reims y más generalmente las conexiones este-oeste.

- La carretera departamental D1 atraviesa Château-Thierry de norte a sur. Permite las conexiones entre Château-Thierry con el norte del departamento pasando por Soissons y entre Château-Thierry y otras ciudades como Troyes o incluso Provins.

- La antigua carretera nacional N3 también atraviesa Château-Thierry de este a oeste y conecta la ciudad con la Ferté-sous-Jouarre et Meaux al oeste y Épernay/Châlons-en-Champagne.

- La vía expresa: es una vía rápida en el contorno de la ciudad por su flanco oeste. Esta ruta tiene solo dos carriles, lo que causa en ciertos momentos del día congestión vehicular. Actualmente la vía expresa finaliza a nivel de la carretera departamental 1, en el sector de la estación al sur de la ciudad.

- Numerosas avenidas atraviesan la ciudad, sea de este a oeste o de norte a sur. Las avenidas más grandes y calles principales son:

- - Avenida de París,
  - Avenida Jules-Lefebvre,
  - Quai de la Poterne,
  - Avenida de Soissons,
  - Avenida de Essômes,
  - Avenida de la República,
  - Avenida de Montmirail.

#### Problemas relacionados con la circulación
La circulación terrestre está próxima de la saturación en Château-Thierry. Algunos problemas de transporte en la ciudad son:
- El pasaje del Marne. El cruce de la rivera está muy restringido, porque la ciudad está dotada de dos puentes: uno en el centro y otro en la autopista. Esto causa grandes congestiones vehiculares durante las horas punta, y se acentúa por la presencia de varias escuelas en la isla y cerca de la estación de SNCF. Un tercer puente es objeto de estudio: parte de un anillo de circunvalación de carretera al este de la ciudad. Este proyecto, al cual se han referido durante muchos años las autoridades locales, se ha convertido en un mito local.
- La vía expresa, subdimensionada, se inserta en la ciudad y el área metropolitana en varios sectores. También es una falta de eficacia en la infraestructura reguladora de tráfico (cruces con semáforos en lugar de rotondas). No ayuda lo suficiente, especialmente en el contorno de la ciudad.

### Transporte ferroviario
La ciudad de Château-Thierry cuenta con una estación de trenes. La estación de Château-Thierry es terminal de una línea de Transilien - el Transilien Paris-Est, pero también es una de las estaciones de la línea interregional (Lorena, Picardía, Champaña) de la línea de Transporte Exprés Regional del Valle del Marne. Es una de las estaciones más importantes del departamento por su tráfico de pasajeros. Esto se debe a la proximidad de París, lo cual genera importantes flujos diarios entre el sur de Aisne y la capital.

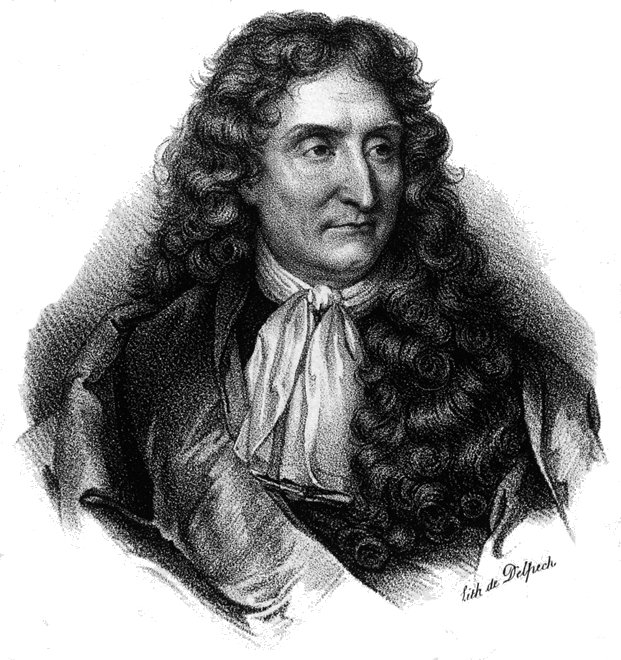
Jean de La Fontaine, fabulista nacido en Château-Thierry en 1621.

## Personalidades relacionadas con la ciudad
Château-Thierry es el lugar de nacimiento de Jean de La Fontaine.
Otras personalidades:
- Le Juge Magnaud
- Charles Ferton père
- Edmond de Tillancourt
- Charles Schneider
- Achille Jacopin es un escultor nacido en 1874 y muerto en 1958 en Château-Thierry.
- Pierre Bensusan
- Yves Bot, alto magistrado

## Hermanamientos
- Pößneck, Thuringe, desde 1989
- Mosbach, Bade-Wurtemberg, desde 1974
- Unterlüss
- Cisnădie
- Grybow
- Ambohitrolomahissy
- Kinyiami
- Chemins de la Grèce